# Will Keane
William David Keane, född 11 januari 1993 i Stockport, England, är en irländsk professionell fotbollsspelare (anfallare) som spelar för Preston North End. Hans tvillingbror Michael spelar i Everton som försvarare. Will Keane har också representerat Englands ungdomslandslag på olika nivåer. Sedan 2021 representerar Keane det irländska landslaget.

## Klubbkarriär

### Manchester United
Keane gjorde sin professionella debut i Premier League den 31 december 2011 i en 3-2-förlust hemma mot Blackburn Rovers då han kom in som avbytare till Rafael i den 84:e minuten.

### Hull City AFC
Den 30 augusti 2016 skrev Keane på ett treårskontrakt med Premier League-klubben Hull. Han gjorde sin debut mot Burnley då han kom på som avbytare till Adama Diomandé i den 70:e minuten. Matchen slutade 1-1 efter ett mål från Deulofeu, två minuter efter att Keane kommit in och ett från Snodgrass i den 2:a minuten av stopptid för att säkra en poäng åt Hull. 

### Preston North End
Den 14 juli 2023 värvades Keane av Preston North End, där han skrev på ett tvåårskontrakt.

## Landslagskarriär
Keane gjorde debut i Englands U16-landslag i en 3-1-seger mot Ryssland 2009. Han gjorde ett mål på tre matcher för U16-landslaget. Han var med i U17-landslaget som vann U17 EM 2010 i Liechtenstein där han var med och spelade i finalen. Han gjorde totalt 15 framträdanden och tre mål för U17-landslaget. Han flyttades sedan upp till U19-laget där han spelade sex matcher och gjorde ett mål. Han kallades sedan upp till U21-landslaget i november 2011 och gjorde sitt första framträdande i en 5-0-vinst mot Island, då han ersatte Chelseas Josh McEachran i den 78:e minuten. Han spelade även i matchen fyra dagar senare mot Belgien, då han ersatte Boltons Marvin Sordell.